# Theoni Drakopoulou
Theoni Drakopoulou (en griego, Θεώνη Δρακοπούλου, Constantinopla, 1885 – Atenas, 4 de agosto de 1968) fue una actriz, escritora y poeta griega, conocida también con el pseudónimo de Myrtiotisa [Μυρτιώτισσα].

## Biografía

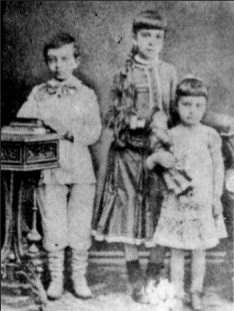
Theoni, sujetando una muñeca, junto a su hermana Avra y su hermano Aristotelis.

Nació en 1885 en el barrio de Bebeki, a las afueras de Constantinopla. Su padre, Aristomenis Drakopoulos (1834-1910), era hijo de Theoni Kalamogdarti y nieto de Andreas Kalamogdarti (1779-1850), de una familia de linaje muy antiguo. Era diplomático y, seis años después del nacimiento de su hija, fue nombrado Cónsul General de Grecia en la isla de Creta (entonces ocupada por Turquía) adonde se trasladó con su familia. Después de permanecer dos años en la isla, la familia Drakopoulos se instaló definitivamente en Atenas, donde Theoni asistió a la escuela en el barrio de Plaka.
Desde la edad escolar, Drakopoulou se inclinó hacia la poesía y el teatro. A los 16 años su nombre causó sensación cuando recitó Despierta, despierta [Ξύπνα, ξύπνα], de Kostís Palamás, un poema desgarrador dedicado a su hijo Alkis, muerto antes de cumplir los 4 años. Luego participó en representaciones de teatro antiguo y colaboró con Nueva Escena [Νέα Σκηνή] de Constantinos Christomanos, un organismo teatral que comenzó a funcionar en 1901. Se enamora en aquella misma época del poeta Petros Zitouniatis, que había regresado a Atenas desde París en 1903. Sin embargo, después de seis años, esta relación no tuvo un final satisfactorio para ambos, debido a las amenazas de la familia de Theoni, que no veía con buenos ojos al joven poeta de Livadia.

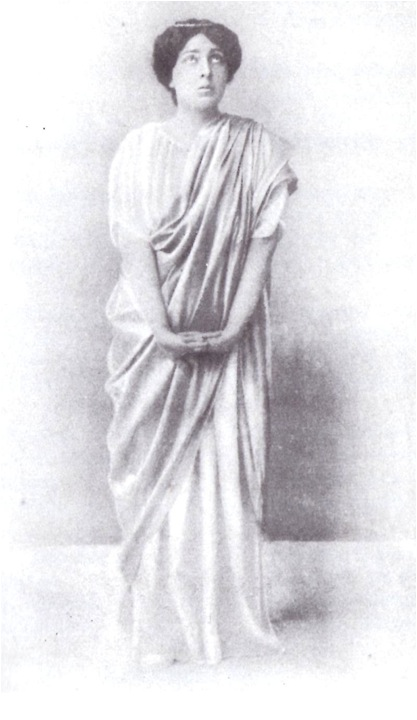
Myrtiotisa en el papel de Antígona (1904).

Participó en la representación teatral de la Antígona de Sófocles en 1904, dentro de las actividades teatrales de Nueva Escena. Después de una breve interrupción de su participación en el teatro, debida a la reacción de su familia, continuó sus estudios dramáticos en París, donde se trasladó después de su matrimonio con su primo Spiridon Papas, que estaba sirviendo en el cuerpo diplomático. La pareja tuvo un hijo, Georgios Papas (1903-1958), que se convirtió en un gran actor del teatro griego.
El matrimonio fue de corta duración, porque fue en contra de su voluntad, y después de unos años regresó a Atenas, donde trabajó como profesora de dicción en el Conservatorio de Atenas. Su amor con el poeta Lorenzo Mavilis produjo los más hermosos poemas de Theoni, hasta la dramática muerte del poeta en la batalla del monte Driskos en 1912, en la primera guerra de los Balcanes. Tras su muerte, Myrtiotisa se refugió en la poesía como forma de expresar su dolor. En 1919 se publicó su primer libro de poemas, titulado Canciones. También tuvo gran importancia en su vida la profunda relación de amistad con Kostís Palamás, que fue su mentor y prologó algunos de sus libros.
Fue galardonada en dos ocasiones con el premio nacional de poesía, en 1932, por Los regalos del amor, y en 1939, por Gritos. Tras la prematura muerte de su hijo, publicó el ensayo Georgios Papas en su infancia (1962). También se dedicó a la edición y traducción de escritores extranjeros y clásicos griegos, publicados en revistas o como ediciones independientes: así tradujo la Medea de Eurípides y poemas de Anna de Noailles.
En los últimos años de su vida sufría de diabetes. Murió después de un ataque cardíaco en Atenas el domingo 4 de agosto de 1968, a la edad de 87 años. Su entierro tuvo lugar en la tumba familiar de la familia Drakopoulou en el cementerio de Atenas.

## Obra
Su poesía es una forma de expresar y dar rienda suelta a su carácter romántico y emocional. Es una de las figuras femeninas más importantes en la poesía griega moderna. La poesía de Myrtiotisa está dominada por un lirismo muy intenso y, con frecuencia, sus temas son la naturaleza, el amor y la muerte que dominaron su vida. Persona de especial sensibilidad, escribió, desesperada, por amor, pero también muestra en su obra su amor por la naturaleza. Sus poemas son apasionados y honestos. En muchos poemas, el sujeto poético habla de la historia de amor de la pasión. La presencia del amor está ausente, pero atormenta la vida del sujeto poético, vive en el pensamiento y la memoria, en el sueño y la imaginación, está en todas partes, aunque está perdido. Muchos de estos poemas, que son canciones por amor, parecen páginas personales de un diario, una confesión erótica o una carta de amor. Sus poemas son puramente eróticos y tocan con su autenticidad la idiosincrasia popular. Con el tiempo su poesía se volvió más introspectiva, siguiendo un camino desde el exterior hacia el interior, expresando sus emociones más intensas. Su talento fue reconocido por escritores y críticos y encontró el afecto y el reconocimiento en la persona de Kostís Palamás, que mostró sin reservas el aprecio que tenía a su poesía y prologó sus libros Llamas amarillas (1925) y Gritos (1939). La poesía de Myrtiotisa constituye una hito la literatura neohelénica escrita por mujeres.

### Poesía
- Canciones [Τραγούδια] (1919)
- Llamas amarillas [Κίτρινες φλόγες] (1925)
- Los regalos del amor [Τα δώρα της αγάπης] (1932)
- Gritos [Κραυγές] (1939)
- Poemas [Ποιήματα] (1953)

### Otros escritos

#### Prosa
- Georgios Papas en su infancia [Ο Γιώργος Παππάς στα παιδικά του χρόνια] (1962)

#### Antologías
- Poemas griegos [Ελληνικά ποιήματα] (1921)
- Antología infantil [Παιδική ανθολογία] (volumen 1 y 2) (1930)

#### Traducciones
- Anna de Noailles, Poemas [Ποιήματα] (1928)
- Eurípides, Medea [Μήδεια] (1932)

### Obras completas
- Obras completas [Άπαντα], Atenas, Alvin Redman Hellas, 1965